# أوتو أبيتس
أوتو فريدريش أبيتس  Otto Friedrich Abetz (26 مارس 1903 - 5 مايو 1958) دبلوماسي ألماني ومسؤول نازي، أدين بارتكاب جرائم حرب خلال الحرب العالمية الثانية .
انضم أبيتس إلى الحزب النازي وكتيبة العاصفة في أوائل ثلاثينيات القرن العشرين، وأصبح فيما بعد عضوًا في قوات الأمن الخاصة النازية (المعروفة اختصارا باسم إس إس SS) . لعب أبيتس دورًا مهمًا في تعزيز العلاقات بين ألمانيا النازية وفرنسا في عهد حكومة فيشي خلال الحرب العالمية الثانية. وفي عام 1940، بعد الاحتلال الألماني لفرنسا، عين سفيراً لألمانيا في فرنسا. ولعب دورًا مهمًا في تعزيز العلاقات بين ألمانيا النازية وحكومة فيشي المتعاونة مع الاحتلال الألماني.
لعب أبيتس دورًا مهمًا في تسهيل اضطهاد وترحيل اليهود من قبل النظام النازي من فرنسا خلال الهولوكوست. بعد هزيمة ألمانيا في عام 1945، تم القبض على أبيتس وحوكم لاحقًا في محاكمات نورمبرغ. وأدين بارتكاب جرائم حرب وجرائم ضد الإنسانية، وخاصة لتورطه في اضطهاد اليهود، وحُكم عليه بالسجن لمدة 20 عامًا. أطلق سراحه عام 1954 لأسباب صحية وتوفي عام 1958.

## السنوات المبكرة
ولد أبيتس في شفيتسينغن في 26 مارس 1903. كان أبوه مدير عقارات توفي عندما كان عمره 13 عاما. وتخرج في كارلسروه، حيث أصبح مدرسًا للفنون في مدرسة للبنات.
انضم إلى منظمة شباب هتلر، حيث أصبح صديقًا مقربًا ليواخيم فون ريبنتروب. كان أحد مؤسسي منظمة رايشسبانر، الذراع شبه العسكرية للديمقراطيين الاشتراكيين، وكان مرتبطًا بمجموعات مثل الجبهة السوداء، وهي مجموعة من النازيين المنشقين المرتبطين بأوتو شتراسر.
في العشرينات من عمره، أنشأ أبيتس مجموعة ثقافية فرنسية ألمانية للشباب، جنبًا إلى جنب مع جان لوشير، وعرفت تلك المجموعة باسم مؤتمرزسهلبيغ . جمعت المجموعة شبابًا ألمانيًا وفرنسيًا من جميع المهن والطبقات الاجتماعية والميول السياسية والانتماءات الدينية. عقدت المجموعة مؤتمرها الأول في الغابة السوداء، وكثيرًا ما اجتمعت في مناطق منحدرات التزلج، ونيران المخيمات، وفي النزل. حافظت المجموعة على علاقاتها مع وسائل الإعلام من خلال اتصال لوشير بالمجلة الفرنسية Notre Temps. في عام 1934، ولدت دائرة سوهلبيرج من جديد تحت اسم اللجنة الفرنسية الألمانية (Comité France-Allemagne)، والتي ضمت بيير دريو لاروشيل وجاك بينوا ميشين.
تزوج أبيتس من سوزان دي برويكر وهي سكرتيرة لوشير الفرنسية، في  1932. وكانت اتجاهاته السياسية يسارية، وكان معروفًا بأنه من دعاة السلام الذين نجحوا في سد الخلافات مع الفاشيين.

## الفترة النازية
تعهد أبيتس بدعمه للحزب النازي في عام 1931 وانضم إليه رسميًا في عام 1937، وهو العام الذي تقدم فيه بطلب للعمل في وزارة الخارجية الألمانية. وعمل منذ عام 1938 ممثلا لألمانيا في باريس وانضم إلى المحفل الماسوني "غوته" في عام 1939
حضر أبيتس مؤتمر ميونيخ عام 1938. وتم طرده من فرنسا في يونيو 1939 بعد مزاعم بأنه رشى اثنين من محرري الصحف الفرنسية لكتابة مقالات مؤيدة لألمانيا. وأدى طرده إلى خلق فضيحة في فرنسا عندما تبين أن زوجة وزير الخارجية الفرنسي جورج بونيه كانت صديقة مقربة للمحررين، مما أدى إلى الكثير من التكهنات الصارخة في الصحافة الفرنسية بأن بونيه قد تلقى رشاوى من أبيتس، على الرغم من عدم وجود أدلة قاطعة تدعم الشائعات.
كان أبيتس ضمن حاشية أدولف هتلر عند سقوط وارسو، حيث عمل مترجمًا للفوهرر الألماني. وعاد إلى فرنسا في يونيو 1940 بعد الاحتلال الألماني، وعينه يواخيم فون ريبنتروب في السفارة الألمانية في باريس.
بعد توجيهات هتلر في 30 يونيو، تم تكليف أبيتس من قبل ريبنتروب بنهب جميع القطع الفنية، العامة والخاصة، وخاصة المملوكة لليهود. وأعلن أبيتس للجيش الألماني أن السفارة "اتُهمت بمصادرة الأعمال الفنية الفرنسية ... وإدراج ومصادرة الأعمال المملوكة لليهود". في 17 سبتمبر 1940، سمح هتلر لألفريد روزنبرغ  بالمشاركة وطرد أبيتس. احتجت حكومة بيتان على مهمة أبيتس في أواخر أكتوبر، ولكن بحلول نهاية أكتوبر، تراكمت الكثير من المواد الفنية في متحف اللوفر لدرجة أنه تقررت الحاجة إلى مساحة أكبر.

## سفير لدى حكومة فيشي
في نوفمبر 1940، تم تعيين أبيتس في السفارة الألمانية في باريس، في فرنسا المحتلة، وكان عمره وقتها 37 عامًا - وهو المنصب الذي شغله حتى يوليو 1944. وكان أيضًا رئيسًا للكتاب الفرنسيين المؤيدين للاحتلال الألماني، الذين كانوا يدارون من خلال وحدة ريبنتروب الخاصة داخل الخدمة الأجنبية.
وعمل مستشارًا للإدارة العسكرية الألمانية في باريس وكان مسؤولاً عن التعامل مع حكومة فيشي. في مايو 1941، تفاوض على إقرار بروتوكولات باريس التي تهدف لتوسيع وصول الجيش الألماني إلى المنشآت العسكرية الفرنسية.
كانت معتقدات أبيتس المعادية للسامية عاملاً محوريًا في تجنيده من قبل أدولف هتلر. وكان أبيتس هو من اقترح ترحيل اليهود عديمي الجنسية إلى المنطقة غير المحتلة في فرنسا ثم إلى معسكرات الإبادة في الشرق. لعب أبيتس دورًا بارزًا في عملية الترحيل، حيث استهدف اللاجئين اليهود الأجانب واليهود المولودين في فرنسا، خاصة بعد احتلال ألمانيا لجنوب فرنسا . وفي 2 يوليو 1942، دعا أبيتس إلى ترحيل 40 ألف يهودي من فرنسا إلى معسكر أوشفيتس، مؤكدا على الحاجة إلى اتخاذ تدابير شاملة داخل كل من المناطق المحتلة وغير المحتلة. وكان هذا بمثابة نقطة تحول في عملية تورطه في المحرقة.
كان الهدف الأساسي لأبيتس هو تأمين التعاون الكامل من الفرنسيين، من خلال المفاوضات مع بيير لافال والأدميرال دارلان. وتطورت مهمة أبيس في النهاية لتصبح السيطرة على الدعاية للنازية في دوائرالمجتمع والفنون والصناعة والتعليم، وقبل كل شيء، وسائل الإعلام. حيث قام بتجميع فريق من الصحفيين والأكاديميين. وبالإضافة إلى إدارة السفارة الألمانية في باريس، استحوذ أبيتس على قصر شانتيلي الموجود في الريف الفرنسي. وكان في كثير من الأحيان يستضيف ضيوفه في هذين المكانين، حيث كان يعيش ويعمل مثل حاكم مستبد نصب نفسه ملكا. وقد ذكره أحد ضيوفه وهو الكاتب الفرنسي لويس فرديناند سيلين، مشيرا إليه باسم "الملك أوتو الأول"، وإلى فرنسا باسم "مملكة أوتو" على سبيل الدعابة.
كانت السفارة الألمانية مسؤولة نظريًا عن جميع المسائل السياسية في فرنسا المحتلة، والتي تضمنت عمليات (الإس دي) الشرطة الأمنية الألمانية، وكذلك تقديم المشورة للشرطة والجيش الألمانيين. وهكذا كان أبيتس يعمل مستشارا للجيش والغستابو والشرطة الأمنية الألمانية.
وبصفته الممثل الرسمي للحكومة الألمانية أنشأ المعهد الألماني برئاسة كارل إيبتينغ. وقد سجل في دورات هذا المعهد للغة الألمانية ثلاثون ألف شخص، وضمت حفلات المعهد أفضل الموسيقيين في ألمانيا، بما في ذلك هربرت فون كارايان وأوركسترا برلين الفيلهارمونية.
بعد احتلال فرنسا بأكملها في 11 نوفمبر 1942، تضاءل نفوذ فون ريبنتروب حيث كانت فرنسا بأكملها تدار من قبل السلطات العسكرية الألمانية، بالتعاون مع الشرطة العسكرية. وقد استدعى فون ريبنتروب أبيتس في نوفمبر بعد احتلال فرنسا بأكملها. وفي مذكراته، افترض أبيتس أنه كان يعتبر شخصا "محبًا جدًا للفرانكوفونية" وأن تحذيراته المستمرة بشأن خسارة الأسطول الفرنسي وفقدان مستعمرات شمال إفريقيا الفرنسية كانت شوكة في خاصرة فون ريبنتروب. وأدى إغراق الأسطول الفرنسي في تولون في 27 نوفمبر إلى ضمان عدم انضمام الفرنسيين إلى المحور.
غادر أبيتز فرنسا في سبتمبر 1944 مع انسحاب الجيوش الألمانية، وذلك على الرغم من ادعائه للسفير السويدي راؤول نوردلينج في السابع من الشهر السابق أن الألمان لم يقتلوا سجناء سياسيين ولم يخططوا لمغادرة باريس.

## المحاكمة والإدانة والموت
تم القبض على أبيتس من قبل سلطات الحلفاء في الغابة السوداء في أكتوبر 1945. وفي بيان اعتقاله المنشور في صحيفة "فرانس سوار"، نُقل عنه قوله إن أدولف هتلر لم يمت، لكنه هرب إلى الأرجنتين. وحكمت محكمة فرنسية على أبيتس بالسجن 20 عامًا بتهمة ارتكاب جرائم ضد الإنسانية ، ولا سيما دوره في ترتيب ترحيل اليهود الفرنسيين من معسكر اعتقال درانسي إلى معسكرات الإبادة. وأطلق سراحه من سجن لوس في 17 أبريل 1954.
ومات في 5 مايو 1958، على طريق كولونيا - رور السريع، محترقًا حتى الموت في حادث سيارة، عندما حدث خطأ ما في سيارته المسرعة بالقرب من لانغنفيلد.

## أقاربه
ابن أخوه الأكبر إريك أبيتس هو سياسي محافظ أسترالي وعضو سابق في الحزب الليبرالي الأسترالي في مجلس الشيوخ الأسترالي، وكان في وقت من الأوقات وزيرًا في حكومة توني أبوت. وقد نأى إريك أبيتس بنفسه علنًا عن قريبه النازي. وله ابن أخ آخر هو القس بيتر أبيتس الذي كان عضوًا في الجمعية التشريعية لأستراليا الغربية، ويمثل أيضًا الحزب الليبرالي.